# Марин Колов
Марин Николов Колов е български политик, кмет на Орхание в периода 1910 – 1912 г.
Назначен е за кмет на Орхание от Общинския съвет след прекратяване на мандата на Върбан Генов. По време на неговото управление се осъществява регулация на града за улица, площади, пазарища и други, която е в полза на Общината. Утвърдени са средства за строеж на ново първоначално училище в северната градска част.